# Luna 1958C
Luna 1958C fu una sonda spaziale sovietica. Essa costituisce il terzo tentativo dell'URSS di raggiungere la Luna.
Fu lanciata il 4 dicembre 1958 con l'obiettivo primario di impattare con il suolo lunare. Non si sa se Luna 1958C contenesse del gas di sodio come la precedente sonda Luna 1958A.
La missione fu un insuccesso, la sonda fu gravemente danneggiata durante il volo ed esplose 245 secondi dopo il lancio. 

Le specifiche tecniche non sono mai state pubblicate.